# Beasale
Beasale ist ein osttimoresischer Ort im Suco Ritabou (Verwaltungsamt Maliana, Gemeinde Bobonaro). Er liegt im Osten der Aldeia Moleana, auf einer Meereshöhe von 130 m, am Westufer des Flusses Bulobo, eines Nebenflusses des Nunuras. Südwestlich benachbart ist das Dorf Samutaben (Suco Manapa).